# رود ناریان
 رود ناریان یک رود در حوضه آبریز دریاچه نمک در استان البرز ایران است که از البرز سرچشمه می‌گیرد. این رود در ارتفاع ۲۱۱۷ متری واقع شده است. این رود در روستای ناریان واقع است.